# Tarsopsylla octodecimdentata
Tarsopsylla octodecimdentata är en loppart som först beskrevs av Friedrich Anton Kolenati 1863.  Tarsopsylla octodecimdentata ingår i släktet Tarsopsylla och familjen fågelloppor.

## Underarter
Arten delas in i följande underarter:
- T. o. octodecimdentata
- T. o. coloradensis